# Sophie Choudry
Sophie Choudry (Manchester, 8 febbraio 1982) è un'attrice britannica attiva in India.

## Filmografia parziale

### Cinema
- Shaadi No. 1, regia di David Dhawan (2005)
- Pyaar Ke Side Effects, regia di Saket Chaudhary (2006)
- I See You, regia di Vivek Agrawal (2006)
- Heyy Babyy, regia di Sajid Khan (2007)
- Aggar, regia di Anant Mahadevan (2007)
- Speed, regia di Vikram Bhatt (2007)
- Money Hai Toh Honey Hai, regia di Ganesh Acharya (2008)
- Kidnap, regia di Sanjay Gadhvi (2008)
- Chintu Ji, regia di Ranjit Kapoor (2009)
- Vedi, regia di Prabhu Deva (2011)
- Shootout at Wadala, regia di Sanjay Gupta (2013)
- Once Upon ay Time in Mumbai Dobaara!, regia di Milan Luthria (2013)
- 1: Nenokkadine, regia di Sukumar (2014)

### Televisione
- Going Viral Pvt. Ltd. - serie TV, 8 episodi (2017)